# Багдад (област)
Багдад е една от 18-те административни области в Ирак. Тя включва столицата Багдад и околните селища. Площ – 734 km². Повечето от нападенията на САЩ и на коалиционните сили са извършени в тази област.
По оценка за юли 2018 г. населението е 8 126 755 жители.